# Héctor Vilches
Héctor Vilches (14 febbraio 1926 – 23 settembre 1998) è stato un calciatore uruguaiano di ruolo difensore, campione del mondo nel 1950 con la Nazionale uruguaiana.

## Carriera
Vilches trascorse tutta la carriera nel Cerro.
Conta 10 presenze con la Nazionale uruguaiana, con cui esordì il 7 aprile 1950 contro il Cile (5-1).
Fece parte della selezione che vinse i Mondiali nel 1950, dove tuttavia non scese mai in campo.
Si è ritirato nel 1963.

## Palmarès

### Nazionale
- Campionato mondiale: 1

Brasile 1950